# ويليام بنجامين بيكر
ويليام بنجامين بيكر (بالإنجليزية: William Benjamin Baker)‏ هو سياسي أمريكي، ولد في 22 يوليو 1840 في أبردين في الولايات المتحدة، وتوفي بنفس المكان في 17 مايو 1911. حزبياً، نشط في الحزب الجمهوري. وقد انتخب عضو مجلس النواب لولاية ماريلند وانتخب عضو مجلس النواب الأمريكي.